# 蒂耶拉什地区泰尼耶尔
蒂耶拉什地区泰尼耶尔（法語：Taisnières-en-Thiérache，法語發音：[tɛnjɛʁ ɑ̃ tjeʁaʃ]）是法国上法蘭西大區北部省的一个市镇，属于埃尔普河畔阿韦讷区。

## 地理
蒂耶拉什地区泰尼耶尔（50°8'45"N, 3°48'48"E）面积8.5 平方千米，位于法国上法蘭西大區北部省，该省份为法国最北部的省份及最长的省份，西北濒北海，西接加来海峡省，南至埃纳省和索姆省，东与比利时接壤。
与蒂耶拉什地区泰尼耶尔接壤的市镇（或旧市镇、城区）包括：埃尔普河畔栋皮埃尔、格朗德费、马尔拜、马鲁瓦勒、桑布尔河畔努瓦耶勒。

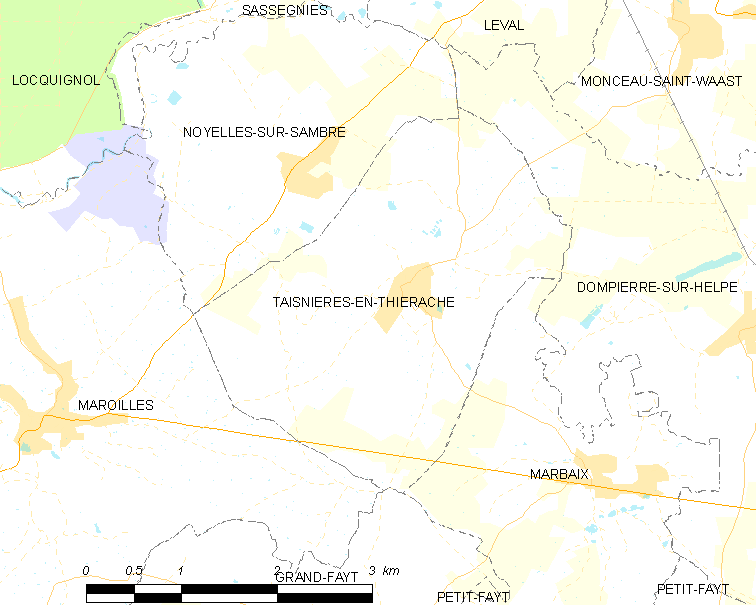
蒂耶拉什地区泰尼耶尔的OSM定位图

蒂耶拉什地区泰尼耶尔的时区为UTC+01:00、UTC+02:00（夏令时）。

## 行政
蒂耶拉什地区泰尼耶尔的邮政编码为59550，INSEE市镇编码为59583。

## 政治
蒂耶拉什地区泰尼耶尔所属的省级选区为埃尔普河畔阿韦讷县。

## 人口

1962-2008年间蒂耶拉什地区泰尼耶尔人口变化图示

蒂耶拉什地区泰尼耶尔于2022年1月1日时的人口数量为476人。